# Ингстад, Хельге Маркус
Хельге Маркус Ингстад (норв. Helge Marcus Ingstad) (30 декабря 1899, Мерокер — 29 марта 2001, Осло) — норвежский путешественник, археолог и писатель. Известен открытием в 1960-х годах поселения викингов в Л'Анс-о-Медоузе, в Ньюфаундленде, датированного XI веком, что доказывало посещение европейцами Америки за четыре века до Христофора Колумба.

## Биография
Родился Хельге Ингстад 30 декабря 1899 года в Мерокере, городе на западном побережье Нур-Трёнделага — в области Стьорадаль — невдалеке от древней норвежской столицы Трондхейма. Он был сыном фабриканта Олава Ингстада и его супруги Ольги-Марии Квам (Olga Marie Qvam). В 1915 году семья переехала в другую историческую столицу Норвегии — Берген, в этом городе Хельге завершил среднее образование. Будучи восторженным поклонником норманнских викингов, он выстроил свою биографию с оглядкой на героическое наследие норманнов — «северных мужей».
В 1918—1922 годах Хельге Ингстад обучался в городе Левангер на адвоката, но в 1926 году неожиданно прервал успешную юридическую практику, продал контору в Левангере — и отправился в Канаду. В течение четырёх лет он странствовал в бассейне реки Маккензи, к северо-западу от Большого Невольничьего озера, охотясь на пушного зверя, изучая субарктическую природу и этнографию местных племён, прозванных «едоками оленя-карибу». Итогом канадских приключений явилась вышедшая в 1931 году первая книга Ингстада, «Жизнь охотника за пушным зверем среди индейцев Северной Канады». Кроме того, впоследствии на канадском материале Ингстад написал свой единственный роман «Клондайк Билл»). Помимо этого, за дотоле безымянной канадской речкой, нанесённой на карту норвежским звероловом, было официально закреплено имя Ингстад-крик.
11 июля 1931 года вышел указ короля Хокона VII об установлении норвежского суверенитета над «Землёй Эрика Рыжего» (Eirik Raudes Land) в Гренландии. 12 июля 1932 года губернатором и верховным судьей Земли Эрика Рыжего был назначен 33-летний Хельге Маркус Ингстад.
В 1933—1935 годах Ингстад занимал должность губернатора Шпицбергена (Свальбарда), закреплённого за Норвегией в 1925 году. В этот период он написал книгу «Øst for den store bre» о своём губернаторстве в Гренландии.
Следующей вехой его жизни стало путешествие в Мексику.
В 1941 году Ингстад женился на Анне-Стине Моэ, с которой несколько лет был знаком по переписке. В 1943 году у них родилась дочь Бенедикта.
В 1949—1950 годах Ингстад возглавлял этнографическую Северо-Аляскинскую экспедицию, имевшую целью изучение эскимосского племени нунамиут (Nunamiut).
В 1960 году Хельге Ингстад сумел совершить прорыв, сравнимый с находкой Генрихом Шлиманом Трои — он обнаружил на северной оконечности Ньюфаундленда, недалеко от деревни Ланс-о-Мидоуз, остатки поселения, которое затем было признано норманнским. Результаты своих ньюфаундлендских изысканий Ингстад изложил в книге «Vesterveg til Vinland» (1965).

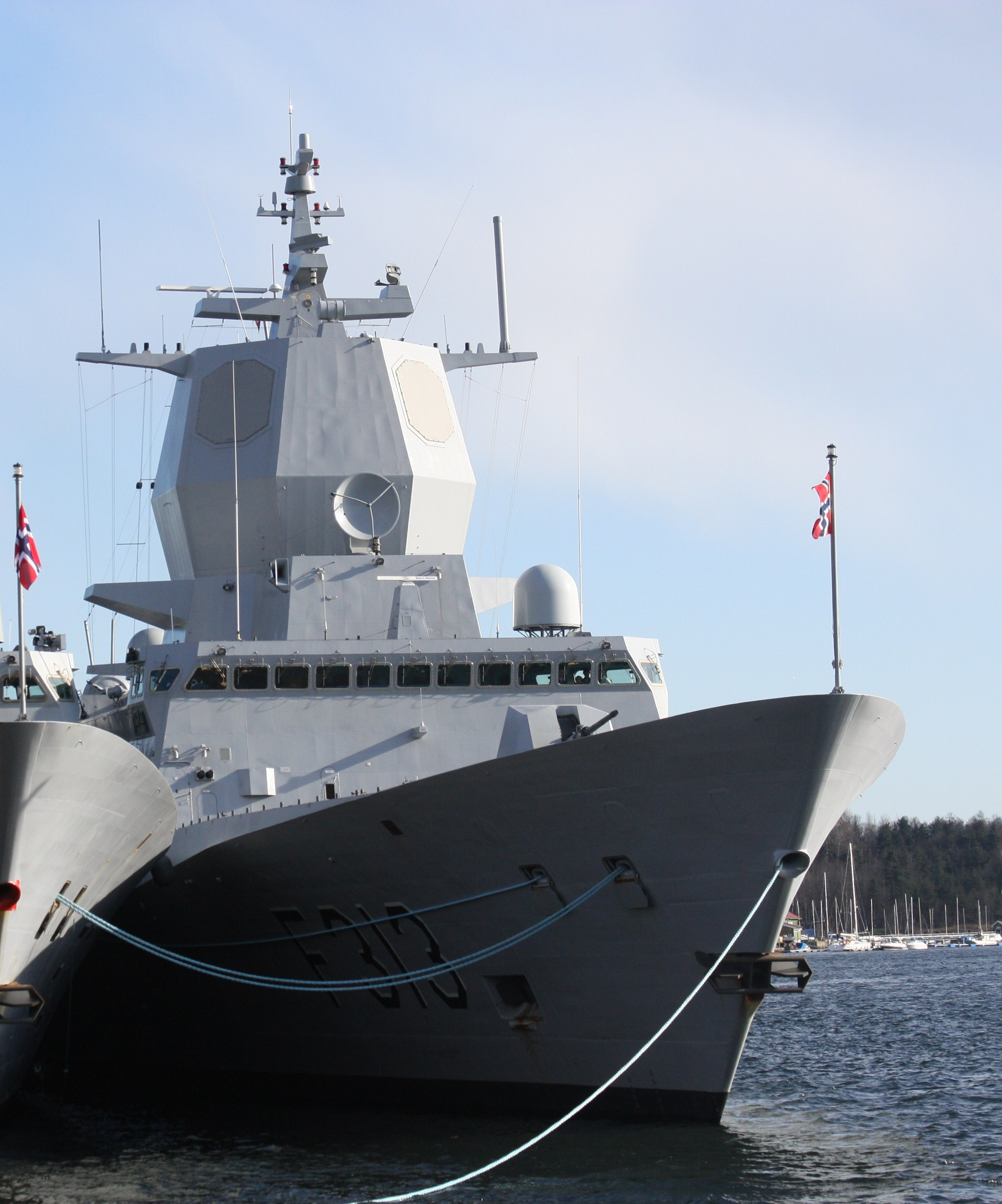
Норвежский фрегат «KNM Helge Ingstad»

В 1986 году Ингстад удостоился премии Норвежского Совета Культуры (Norsk kulturråd).

## Память
19 апреля 2006 года в честь Хельге Ингстада была названа гора на Аляске.
В 2007 году спущен на воду, а в 2009 году вступил в строй норвежский фрегат УРО «Хельге Ингстад» (KNM Helge Ingstad).